# Paragnetina immarginata
Paragnetina immarginata és una espècie d'insecte plecòpter pertanyent a la família dels pèrlids.
En el seu estadi immadur és aquàtic i viu a l'aigua dolça, mentre que com a adult és terrestre i volador.
Es troba a Nord-amèrica: el Canadà (el Quebec) i els Estats Units (Connecticut, Delaware, Geòrgia, Kentucky, Maine, Massachusetts, Carolina del Nord, Nou Hampshire, Nova York, Pennsilvània, Carolina del Sud, Tennessee, Virgínia i Virgínia Occidental).